# Cent trenta-cinc
El nombre 135 (CXXXV) és el nombre natural que segueix el nombre 134 i precedeix el nombre 136.
La seva representació binària és 10000111, la representació octal 207 i l'hexadecimal 87.
La seva factorització en nombres primers és 3³×5; altres factoritzacions són 1×135 = 3×45 = 5×27 = 9×15; és un nombre 4-gairebé primer: 5 × 3 × 3 × 3 = 135.